# Abacaxis
Abacaxis (portugalsky Rio Abacaxis) je řeka v povodí Amazonky v Brazílii. Je dlouhá zhruba 610 kilometrů, pramení v jihovýchodní části Amazonasu nedaleko hranice s Pará a ústí přibližně 160 kilometrů jihovýchodně od Manausu do Paraná Urariá, vedlejšího ramene Madeiry obtékajícího ostrov Tupinambarana a ústícího do Amazonky. Jejím nejvýznamnějším přítokem je Marimari. Protéká Gauribské jezero.